# Liste der Bodendenkmäler in Pocking
Auf dieser Seite sind die Bodendenkmäler in der niederbayerischen Stadt Pocking zusammengestellt. Diese Tabelle ist eine Teilliste der Liste der Bodendenkmäler in Bayern. Grundlage ist die Bayerische Denkmalliste, die auf Basis des Bayerischen Denkmalschutzgesetzes vom 1. Oktober 1973 erstmals erstellt wurde und seither durch das Bayerische Landesamt für Denkmalpflege geführt wird. Die folgenden Angaben ersetzen nicht die rechtsverbindliche Auskunft der Denkmalschutzbehörde.

## Bodendenkmäler der Gemeinde Pocking

### Bodendenkmäler in der Gemarkung Hartkirchen
| Lage                           | Objekt | Akten-Nr.     | Bild |
| ------------------------------ | --- | ------------- | ---- |
| Hartkirchen (Standort)         | Untertägige mittelalterliche und frühneuzeitliche Befunde im Bereich des ehemaligen Hofmarkschlosses Inzing. | D-2-7546-0024 |      |
| Hartkirchen (Standort)         | Siedlung vor- und frühgeschichtlicher Zeitstellung.                                                          | D-2-7546-0027 |      |
| Hartkirchen (Standort)         | Siedlung vor- und frühgeschichtlicher Zeitstellung.                                                          | D-2-7546-0028 |      |
| Hartkirchen (Standort)         | Siedlung vor- und frühgeschichtlicher Zeitstellung.                                                          | D-2-7546-0029 |      |
| Hartkirchen (Standort)         | Verebnetes viereckiges Grabenwerk und Körpergräber vor- und frühgeschichtlicher Zeitstellung.                | D-2-7546-0030 |      |
| Hartkirchen (Standort)         | Siedlung vor- und frühgeschichtlicher Zeitstellung.                                                          | D-2-7546-0031 |      |
| Hartkirchen (Standort)         | Frühmittelalterliches Reihengräberfeld.                                                                      | D-2-7646-0025 |      |
| Hartkirchen (Standort)         | Siedlung und/oder Körpergräber vor- und frühgeschichtlicher Zeitstellung.                                    | D-2-7646-0027 |      |
| Hartkirchen (Standort)         | Verebnete spätkeltische Viereckschanze und Siedlung vor- und frühgeschichtlicher Zeitstellung.               | D-2-7646-0028 |      |
| Hartkirchen (Standort)         | Siedlung und Körpergräber vor- und frühgeschichtlicher Zeitstellung.                                         | D-2-7646-0029 |      |
| Hartkirchen (Standort)         | Siedlung und/oder Körpergräber vor- und frühgeschichtlicher Zeitstellung.                                    | D-2-7646-0030 |      |
| Hartkirchen (Standort)         | Siedlung vor- und frühgeschichtlicher Zeitstellung.                                                          | D-2-7646-0031 |      |
| Hartkirchen (Standort)         | Grabhügel vor- und frühgeschichtlicher Zeitstellung.                                                         | D-2-7646-0032 |      |
| Hartkirchen (Standort)         | Siedlung vor- und frühgeschichtlicher Zeitstellung.                                                          | D-2-7646-0033 |      |
| Hartkirchen Pocking (Standort) | Siedlung der späten römischen Kaiserzeit.                                                                    | D-2-7646-0044 |      |

### Bodendenkmäler in der Gemarkung Indling
| Lage               | Objekt                                                              | Akten-Nr.     | Bild |
| ------------------ | ------------------------------------------------------------------- | ------------- | ---- |
| Indling (Standort) | Verebnetes Grabhügelfeld vorgeschichtlicher Zeitstellung.           | D-2-7546-0033 |      |
| Indling (Standort) | Grabhügel vorgeschichtlicher Zeitstellung.                          | D-2-7546-0034 |      |
| Indling (Standort) | Grabhügel vorgeschichtlicher Zeitstellung.                          | D-2-7546-0037 |      |
| Indling (Standort) | Grabhügel vorgeschichtlicher Zeitstellung.                          | D-2-7546-0039 |      |
| Indling (Standort) | Teilstück einer Römerstraße.                                        | D-2-7546-0040 |      |
| Indling (Standort) | Romanischer Vorgängerbau der Katholischen Filialkirche St. Florian. | D-2-7546-0074 |      |

### Bodendenkmäler in der Gemarkung Kirchham
| Lage                | Objekt                                                                         | Akten-Nr.     | Bild |
| ------------------- | ------------------------------------------------------------------------------ | ------------- | ---- |
| Kirchham (Standort) | Teilstücke der römischen Inntalstraße mit begleitenden Materialentnahmegruben. | D-2-7645-0273 |      |

### Bodendenkmäler in der Gemarkung Kühnham
| Lage                       | Objekt                                                                                          | Akten-Nr.     | Bild |
| -------------------------- | ----------------------------------------------------------------------------------------------- | ------------- | ---- |
| Kühnham (Standort)         | Siedlung vor- und frühgeschichtlicher Zeitstellung.                                             | D-2-7545-0081 |      |
| Kühnham (Standort)         | Siedlung vor- und frühgeschichtlicher Zeitstellung.                                             | D-2-7545-0082 |      |
| Kühnham (Standort)         | Siedlung und Gräber der frühen Neuzeit.                                                         | D-2-7545-0103 |      |
| Kühnham (Standort)         | Untertägige mittelalterliche und frühneuzeitliche Befunde im Bereich des Adelssitzes Eggersham. | D-2-7545-0205 |      |
| Kühnham (Standort)         | Spätkeltische Viereckschanze.                                                                   | D-2-7645-0076 |      |
| Kühnham (Standort)         | Grabhügel vorgeschichtlicher Zeitstellung.                                                      | D-2-7645-0077 |      |
| Kühnham (Standort)         | Grabhügel vorgeschichtlicher Zeitstellung.                                                      | D-2-7645-0078 |      |
| Kühnham (Standort)         | Grabhügel vorgeschichtlicher Zeitstellung.                                                      | D-2-7645-0079 |      |
| Kühnham (Standort)         | Teilstück einer Römerstraße.                                                                    | D-2-7645-0080 |      |
| Kühnham (Standort)         | Grabhügel vorgeschichtlicher Zeitstellung.                                                      | D-2-7645-0081 |      |
| Kühnham (Standort)         | Untertägige mittelalterliche und frühneuzeitliche Befunde im Bereich des Adelssitzes Unterrohr. | D-2-7645-0207 |      |
| Kühnham (Standort)         | Untertägige mittelalterliche und frühneuzeitliche Befunde im Bereich des Adelssitzes Schönburg. | D-2-7645-0210 |      |
| Kühnham Pocking (Standort) | Teilstück der römischen Inntalstraße mit begleitenden Materialentnahmegruben.                   | D-2-7645-0274 |      |

### Bodendenkmäler in der Gemarkung Pocking
| Lage               | Objekt | Akten-Nr.     | Bild |
| ------------------ | --- | ------------- | ---- |
| Pocking (Standort) | Gräber der Glockenbecherkultur. Körpergräber vor- und frühgeschichtlicher Zeitstellung. Untertägige mittelalterliche und neuzeitliche Befunde im Bereich der ehemalige Kirche St. Georg. | D-2-7545-0031 |      |
| Pocking (Standort) | Siedlung der mittleren und späten römischen Kaiserzeit. Frühmittelalterliche Reihengräber.                                                                                               | D-2-7545-0032 |      |
| Pocking (Standort) | Siedlung der römischen Kaiserzeit. | D-2-7545-0035 |      |
| Pocking (Standort) | Siedlung vor- und frühgeschichtlicher Zeitstellung. | D-2-7545-0036 |      |
| Pocking (Standort) | Siedlung vor- und frühgeschichtlicher Zeitstellung. | D-2-7545-0037 |      |
| Pocking (Standort) | Untertägige mittelalterliche und frühneuzeitliche Befunde im Bereich der Katholischen Pfarrkirche St. Ulrich in Pocking, darunter die Spuren von Vorgängerbauten bzw. älterer Bauphasen. | D-2-7545-0210 |      |
| Pocking (Standort) | Grabhügel vorgeschichtlicher Zeitstellung. | D-2-7645-0092 |      |
| Pocking (Standort) | Grabhügel vorgeschichtlicher Zeitstellung. | D-2-7645-0093 |      |
| Pocking (Standort) | Grabenwerk und Siedlung vor- und frühgeschichtlicher Zeitstellung. | D-2-7645-0095 |      |
| Pocking (Standort) | Siedlung vor- und frühgeschichtlicher Zeitstellung. | D-2-7645-0096 |      |
| Pocking (Standort) | Siedlung vor- und frühgeschichtlicher Zeitstellung. | D-2-7645-0097 |      |
| Pocking (Standort) | Teilstück der römischen Inntalstraße mit begleitenden Materialentnahmegruben. | D-2-7645-0276 |      |
| Pocking (Standort) | Teilstück der römischen Inntalstraße mit begleitenden Materialentnahmegruben. | D-2-7645-0277 |      |